# Noctua nervosa
Noctua nervosa är en fjärilsart som beskrevs av Taco Hajo van Wisselingh. Noctua nervosa ingår i släktet Noctua och familjen nattflyn. Inga underarter finns listade i Catalogue of Life.